# Selencinae
Sous-famille
Les Selencinae sont une sous-famille d'opilions laniatores de la famille des Assamiidae.

## Distribution
Les espèces de cette sous-famille se rencontrent en Afrique subsaharienne.

## Liste des genres
Selon World Catalogue of Opiliones (21/06/2021) :
- Cassifluminia Kury, 2017
- Euselenca Roewer, 1923
- Humbea Roewer, 1935
- Jaundea Roewer, 1935
- Metaselenca Roewer, 1912
- Paraselenca Roewer, 1923
- Sassandria Roewer, 1912
- Selenca Sørensen, 1896
- Selencasta Roewer, 1935
- Selencula Roewer, 1935
- Seuthes Roewer, 1935
- Seuthesplus Roewer, 1935
- Seuthessus Kauri, 1985
- Umbonimba Roewer, 1953

## Publication originale
- Roewer, 1935 : « Alte und neue Assamiidae. Weitere Weberknechte VIII (8. Ergänzung der "Weberknechte der Erde" 1923). » Veröffentlichungen aus dem Deutschen Kolonial- und Übersee-Museum in Bremen, vol. 1, no 3, p. 1–168.